# 雅各臣科研藥業有限公司
1. redirect 雅各臣科研製藥有限公司